# Uldin
Uldin (også kendt som Uldes) var en hunnisk høvding (også omtalt som konge), der i 401 kom i kontakt med det Østromerske rige. Hans stammefæller fungerede i 405-406 som lejetropper for det Vestromerske rige, og efter et mislykket angreb på det Østromerske rige i 408 forsvandt han ud af historien.

## Forhistorie
Man ved ikke meget om hunnernes oprindelse, men de er formodentlig flyttet fra den centralasiatiske steppe til området omkring Volgas udmunding i det Kaspiske hav, hvor man stedfæster dem omkring 350. De foretog endnu en flytning vestpå omkring 370-375, hvor de angreb alaner og derefter goter nord for Sortehavet. Biskop Ambrosius af Milano skrev omkring 380:"Hunnerne kastede sig over alanerne, alanerne over goterne, og goterne over taifalerne og sarmaterne ... og det er ikke slut endnu." I 395-397 drog en stor hunniske styrke sydpå gennem Kaukasus. De plyndrede i Armenien og de østromerske områder i Lilleasien og persiske i Mesopotamien, hvorefter de returnerede nordpå. På dette tidspunkt var hunnerne tilsyneladende opdelt i flere klaner, der samarbejdede efter behov, og den romerske historiker Ammianus Marcellinus skriver om dem, at de var "et folk uden konger, men med skiftende ledere." Man har ingen navngivne hunner fra tiden før år 400, ud over hos historieskriveren Jordanes, der omtaler "Balamber, hunnernes konge"  Balamber er imidlertid et gotisk navn, og nutidige historikere som Edward Thomson og Peter Heather hælder til den opfattelse, at Jordanes (der skrev om begivenhederne næsten 200 år senere) opfandt ham for at have et navn til goternes modstander.

## Kontakt med romerne
Uldin blev dermed den første navngivne hunner i historien, da han dukkede op omkring år 400. Orosius kaldte ham Uldin,. mens historikeren Zosimus omtalte ham som Uldes. Man mener, at en mindre klan under Uldins ledelse rykkede længere vestpå end de øvrige hunner og bosatte sig i området på nordsiden af Donau, nær dens udløb i Sortehavet. Området grænsede direkte op til det Østromerske rige, og havde tidligere været beboet af gotere. Den gotiske general Gainas - der var i østromersk tjeneste - havde forladt Konstantinopel i 400, da først folkestemningen, og derefter kejseren, vendte sig imod ham. Hans udmarch blev forvandlet til flugt, og da han søgte mod Donau med sine tropper, stødte han sammen med Uldins hunner. Gainas blev overvundet, og Uldin sendte i 401 hans afhuggede hoved som gave til kejser Arcadius i Konstantinopel.
Uldin dukkede op i de romerske beretninger igen i 405. Dette år overskred en stor gotisk stamme Donau og fortsatte gennem det nuværende Østrig ind i Norditalien. De var ledet af kongen Radagaisus og reagerede formentlig på et tryk fra hunner, der var ved at invadere deres hjemland. Den vestromerske general og magthaver Stilicho arbejdede i efteråret 405 på at samle tilstrækkelige styrker til at imødegå goterne, og han løste dette problem ved blandt andet at hyre Uldins mænd som lejetropper. I sommeren 406 var Stilicho i stand til at gå til modangreb, og kampagnen endte med, at goterne blev nedkæmpet, og Radagaisus selv blev henrettet i august 406.
Både i 400-401 og i 405-406 havde Uldin således samarbejdet med de to romerske kejserriger. I 408 følte han sig imidlertid stærk nok til direkte at angribe det østromerske rige. Med sine tropper gik Uldin over Donau og besatte det østromerske fort Castra Martis (i den nuværende provins Vidin i Bulgarien). Han forlangte så store beløb for at trække sig tilbage, at østromerne i stedet valgte at bestikke hans undergivne, samtidig med at de udrustede en hær. Da de østromerske tropper nåede frem, faldt Uldins hær fra hinanden. Han måtte flygte, og man kan kun gætte på, hvor længe Uldin overlevede dette forsmædelige nederlag. Under alle omstændigheder hører man ikke mere til ham i den romerske historieskrivning.